# Werner Fasslabend

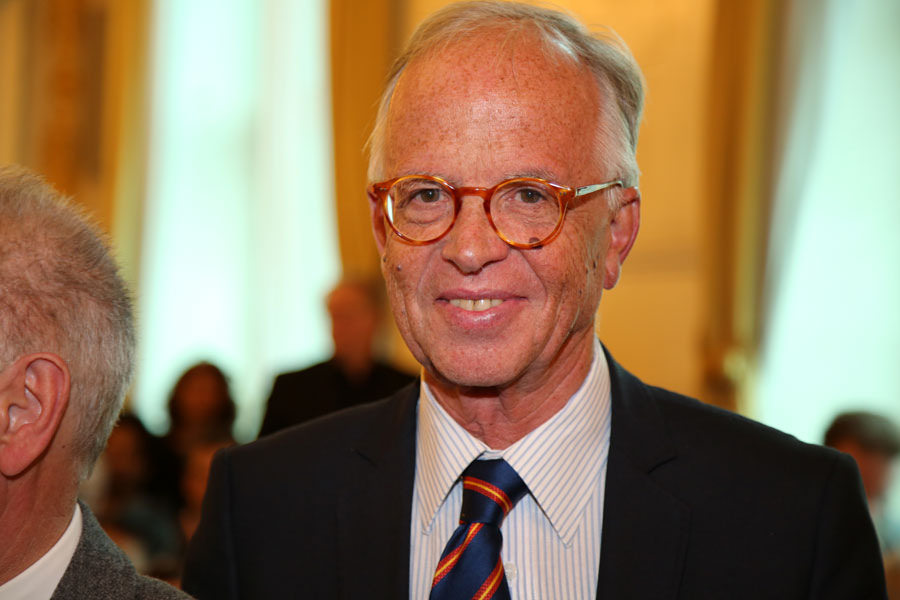
Werner Fasslabend (2015)

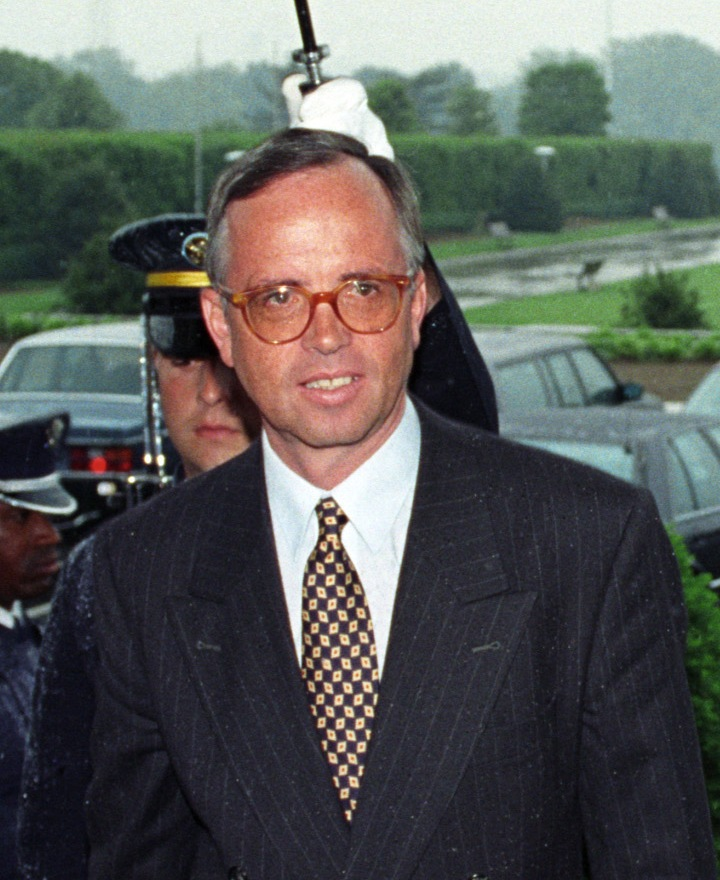
Werner Fasslabend im Jahr 1993

Werner Fasslabend (* 5. März 1944 in Marchegg) ist ein österreichischer Jurist und Politiker (ÖVP). Fasslabend war von 1990 bis 2000 Bundesminister für Landesverteidigung sowie von 1987 bis 1990 und von 2000 bis 2007 Abgeordneter zum österreichischen Nationalrat. Zwischen 2000 und 2002 hatte er zudem das Amt des Dritten Nationalratspräsidenten inne.

## Leben
Werner Fasslabend besuchte das Theresianum in Wien und bestand 1963 die Reifeprüfung. Danach studierte er von 1963 bis 1964 Englisch, Französisch, Spanisch und Geschichte an der Wilbraham Academy in Massachusetts, USA. Weiters studierte Fasslabend von 1964 bis 1970 Rechtswissenschaft an der Universität Wien und promovierte 1970 zum Dr. iur. Von 1970 bis 1990 war er bei der Fa. Henkel, zuletzt als Hauptabteilungsleiter, beschäftigt.
Seine politische Laufbahn begann er bei der ÖVP Marchegg und im ÖAAB. Von 1987 bis 2007 war Fasslabend Abgeordneter zum Nationalrat (unterbrochen durch die Ministertätigkeit), von 2000 bis 2002 war er Dritter Präsident des Nationalrates.
Von 1990 bis 2000 war Fasslabend Bundesminister für Landesverteidigung. Er trat für eine aktive Beteiligung Österreichs an einer europäischen Sicherheitspolitik ein, und es gelang ihm die Aufnahme von Frauen zum bewaffneten Dienst im Bundesheer sowie in Folge zur Miliz gegen die Einwände von Frauenministerin Barbara Prammer, umzusetzen.
Von 1997 bis 2003 war er Bundesobmann des ÖAAB. Seit 2004 ist er Präsident der Politischen Akademie der ÖVP. Zudem ist er Präsident des Vereins Austria Institut für Europa- und Sicherheitspolitik.
Fasslabend ist seit 1959 Urmitglied der K.Ö.St.V. Leopoldina Gänserndorf im MKV und seit 1995 Mitglied der MKV-Verbindung Nordmark Hohenau.
Aufgrund von Untauglichkeit musste er keinen Wehrdienst leisten.

## Auszeichnungen (Auszug)
- Großkreuz des italienischen Verdienstordens (1993)
- Großes Goldenes Ehrenzeichen am Bande für Verdienste um die Republik Österreich[3] (1994)
- Militär-Verdienstzeichen (2002)[4]
- Silbernes Komturkreuz mit dem Stern des Ehrenzeichens für Verdienste um das Bundesland Niederösterreich (2004)
- Großkreuz des belgischen Kronenordens
- Großkreuz des norwegischen Verdienstordens
- Großoffizierskreuz des schwedischen Nordsternordens
- Großkreuz des spanischen Militärverdienstordens
- Ehrenritter des habsburgischen St.-Georgs-Ordens
- Rosthorn-Medaille (2022)[5]